# Vil·la Cornelius
Vil·la Cornelius és una vil·la romana, enclavada en el terme municipal de l'Ènova, a la comarca de la Ribera Alta, en una zona coneguda com "Els Alters". La troballa del jaciment es va deure a una casualitat, ja que es van trobar les restes de la vi·la quan, al setembre de l'any 2003, es van iniciar els treballs previs a la construcció del traçat de l'AVE Madrid-València.

## Descripció
Es tracta d'una vil·la rural, d'entre 2600 a 3000 metres quadrats, situada molt prop de la Via Augusta (en una plana entre el riu Sucro (Xúquer) i el seu afluent el riu Magre) i de l'antiga Saetabis (Xàtiva), a la província Tarraconensis, pertanyent al patrici Publius Cornelius Iuniani (nom del qual va haver de donar lloc al topònim de la població posterior, Iunianus).
La vil·la es va construir a la fi del segle i (concretament entre els anys 65 i 75) i va finalitzar el seu ús en el segon quart del segle V dC. Al llarg d'aquest període, en el qual la vil·la es va dedicar a l'explotació i el processament del lli, es van dur a terme diverses reformes tant a la casa com a la zona de producció.
Es degué abandonar prou perquè part de la teulada dels edificis residencials caiguessin i quedessin sobre els sòls (que contenien mosaics), segellant-los i permetent la seva conservació fins als nostres dies.
Es va projectar aquesta vil·la seguint els criteris d'una gran residència de planta itàlica, dotada de les instal·lacions necessàries per dur a terme el processament de lli, juntament amb les zones destinades als allotjaments dels lliberts i els esclaus, una cel·la per a l'emmagatzematge i les tasques agropecuàries a què es dedicaven els residents de la vil·la. Es va crear així una gran explotació i alhora es va fer servir també com a zona redisencial tant dels propietaris com dels seus ocasionals convidats i clients.
Les restes han permès distingir clarament entre la zona que es destinava a l'ús residencial, la coneguda com pars urbana, i la destinada a l'ús productiu o de labor, anomanada pars rústica. Gràcies a l'estudi de les restes trobades, sobretot dels epigràfics, es va arribar a la conclusió que en la vil·la van haver d'habitar l'amo, la seva família i el personal de servei que estava compost fonamentalment per libertos i esclaus. De molts d'aquests personatges s'ha arribat a conèixer inclús el seu nom gràcies als epígrafs votius i funeraris.

### Pars urbana
Com ja hem dit, aquesta part seguia la planta urbanística del model itàlic. Aquesta part noble estava desenvolupada al voltant d'un pati central on s'obrien les diferents dependències de la vil·la. Per les restes es pot assegurar que l'accés es trobava al mateix eix de simetria del pati, de manera que en accedir a la casa es podia veure tant la casa com l'accés a diverses dependències. En aquesta zona es poden distingir diverses parts:
- El pati. Centre i articulació de tota la casa. Amb una planta quadrangular que en el cas d'aquesta vil·la tenia 11,30 metres de costat, presentava una àrea central a cel oberta i un passadís lateral porticat, utilitzat per transitar i accedir a les habitacions, mentre que la zona a cel obert presentava un estany central, en aquest cas de forma ovalada.[6]
- El tablinum. Se situava entre la zona central de l'atri i el peristil de les cases romanes, proporcionant la intimitat unes portes abatibles.[6]
- Fauces, o eix del darrere. És la part posterior de la casa que està en contacte amb la pars rustica.[6]
- Cubicula. Format per tres estances situades a l'angle sud-est de la casa, utilitzades com a dormitori principal, amb una bona ventilació, il·luminació i vistes al jardí.4
- Cubiculum. Se situa al costat del dormitori principal, consisteix en una petita estada amb accés directe al pati.[6]
- Oecus. Situat a la zona sud de la casa, a l'eix central de la vil·la. Era l'estada més gran de l'habitatge, i s'hi accedia a una altra estada. Havia de ser una estança de gran importància per comptar accés directe al pati des de dos punts, cadascun en un extrem de la façana.[6]
- Edicula. habitació ubicada a l'angle nord-oest de la casa, que va quedar destruïda durant els treballs ferroviaris l'any 2003 i que van portar al descobriment de la vil·la.[6]
- Jardí o Hortus. Ocupava el costat oriental de la casa.[6]

A la zona occidental es poden distingir altres estances, algunes també danyades el 2003, que podien utilitzar-se com a triclini. A més, en aquesta zona es poden distingir altres estances destinades a l'àrea termal de la casa. En aquesta zona destaquen els banys, formada per un conjunt de sales interrelacionades. Les termes estaven orientades a ponent.

### Pars rustica
La pars rústica de Vil·la Cornelius compta amb unes instal·lacions de grans dimensions, cosa que evidencia la importància de la mateixa. La zona on estenen aquestes estances és el sud de la casa. Estava formada per un conjunt d'instal·lacions que es relacionaven i comunicaven entre elles, i que s'iniciaven amb un canal, una bassa per decantar aigua, una altra bassa per macerar i un ampli pati annex per a la recollida dels cultius.
La mida considerable d'aquesta pars rustica està d'acord amb el nivell que tenia la pars urbana, posant en relleu la importància econòmica de la família que posseïa la vil·la.
Les restes trobades al jaciment van reforçar la teoria de la dedicació de la vil·la al cultiu i producció de lli i possiblement també a l'espart.

### Pars fructuària
Estava constituïda per les estances i zones en general destinades a la salvaguarda del gra, bestiar, eines de cultiu i altres eines relacionades amb les activitats que es desenvolupaven a les basses contigües ia les instal·lacions utilitzades per a la transformació de productes agrícoles. Aquestes zones s'ubicaven en dues àrees, una al sud de les basses i perpendiculars a ella, amb una extensió d'uns 195 m² i consistent en una sèrie d'estades una darrere l'altra; Aquestes estances havien d'estar relacionades amb l'emmagatzematge i el processament del lli i l'espart. L'altra zona consistia en un conjunt d'estructures situades a la terrassa superior.

## El jaciment arqueològic
En el jaciment es van poder trobar mosaics policromats, unes termes d'ús domèstic, un temple privat en el qual destaca una escultura, una inscripció sepulcral d'un llibert romà, paviments de marbre (possiblement de les pedreres de Buixcarró, l'actual Barx), diverses monedes, restes de vidre i ceràmica, restes del vidre original d'una finestra, i fins i tot poden observar-se les carrilades de carro en la part que havia de constituir la Via d'unió entre l'actual Xàtiva (Saetabis) i Denia (Dianium), la qual passava per davant de la pedrera (considerada per alguns estudiosos, com l'arqueòleg Miquel Martí, com una de les més importants de la Península Ibèrica durant la romanització), situada a uns 500 metres de la vil·la, en una zona coneguda com a “Partida dels Francs”, que també va quedar al descobert en trobar el jaciment de Vil·la Cornelius.
La localització de la vil·la no és casual, està en una zona sobreelevada, on rebia l'ombra del Port del Gripau (un coll entre les poblacions de Manuel i Énova), de fàcil accés, ia més en una zona ben comunicada amb l'antiga Saetabis.
Després de la seva troballa es va realitzar una excavació arqueològica d'urgència, en 2004, estant responsabilitzats de la seva direcció els arqueòlegs Rosa Albiach, Elisa García-Prósper i Aquilino Gallego (els quals serien gairebé deu anys més tard els encarregats del comisariat de l'exposició anomenada “vil·la Cornelius. La vida rural en l'època romana”, que es va dur a terme, en 2013, en el Museu de Prehistòria de la Diputació de València; en la qual es van mostrar moltes peces recuperades i posades en valor per la restauradora del Museu de Prehistòria de València, Trinidad Pasies).
Actualment l'exposició 'vil·la Cornelius. La vida rural en l'època romana', es va situar en el Museu de l'Almodí de Xàtiva, ja que segons la Llei de Patrimoni, li corresponia tenir en dipòsit aquestes restes, en tant ser el Museu més proper al lloc de la troballa.
Per la seva banda el jaciment es troba enterrat de nou, de manera que encara que les vies del tren passen per uns ponts, en lloc de reposar sobre les ruïnes de la vil·la romana, per salvaguardar-les i permetre el seu accés i visita, el jaciment està soterrat.

## La vida a la Vil·la romana de Cornelius
Segons els estudiosos, Els Alters, va funcionar, en la fase inicial com un assentament rural especialitzat en la producció de lli. Ara bé, al voltant del segle IV dC el treball del lli desapareix, la qual cosa suposa una reorganització de la vila, que queda reflectida en els diferents tipus de restes, tant de fauna com de flora provinents de les deixalles d'aquests assentaments.
L'explotació del model pecuari va haver de fonamentar-se en la criança de bestiar ovicaprí (per a l'obtenció de llet, llana i carn), suid (per a carn i derivats) i boví (per a la feina i quan ja no servien, per a carn); a més de comptar amb equins, gossos (tots dos utilitzats per a diverses tasques a l'explotació), conills (aportaven un complement de carn a l'alimentació) i aus domèstiques (que proporcionaven carn i ous) per altra banda.
A banda dels animals domèstics que es criaven a l'explotació, també es consumia carn de caça com el cérvol, llebre, cabra salvatge... Tota aquesta fauna posa en relleu el contorn boscós alhora que muntanyós dels voltants de la vil·la. També posa de manifest l'existència d'uns cursos d'aigua que podien proporcionar les pastures per a la criança del bestiar.
També es realitzaven pràctiques de recol·lecció de mol·luscs, tant terrestres com els aquàtics d'aigua dolça, obtinguts de les riberes del riu Albaida.
A prop de la Vil·la es van descobrir també dues necròpolis, una datada de l'època romana i una altra posterior, de la invasió musulmana, totes dues al turó molt a prop d'on se situa l'actual cementiri de la localitat.
També es van trobar troballes monetàries que permeten concloure que l'activitat econòmica de la vila dels Alters va estar inserit durant la seva ocupació als circuits d'abastament monetari de l'Imperi, deixant constància del desenvolupament de la política monetària de Roma en general i de la Tarraconense mediterrània a particular.